# Omgång 4 i kvalspelet till världsmästerskapet i fotboll 2018 (CONCACAF)
Omgång 4 i kvalspelet till världsmästerskapet i fotboll 2018 (CONCACAF) spelas mellan den 9 november 2015 och 6 september 2016.

## Grupper

### Grupp A
| Nr | CONCACAF – 4.A ( ) | S | V | O | F | GM | IM | MS  | P  |
| -- | ------------------ | - | - | - | - | -- | -- | --- | -- |
| 1  | Mexiko             | 6 | 5 | 1 | 0 | 13 | 1  | +12 | 16 |
| 2  | Honduras           | 6 | 2 | 2 | 2 | 6  | 6  | 0   | 8  |
| 3  | Kanada             | 6 | 2 | 1 | 3 | 5  | 8  | −3  | 7  |
| 4  | El Salvador        | 6 | 0 | 2 | 4 | 4  | 13 | −9  | 2  |

| CONCACAF – 4.A ( ) |     |     |     |     |
| El Salvador        | —   | 2–2 | 0–0 | 2–1 |
| Honduras           | 2–0 | —   | 2–1 | 0–2 |
| Kanada             | 3–1 | 1–0 | —   | 0–3 |
| Mexiko             | 3–0 | 0–0 | 2–0 | —   |

| Grupp A   |                            |
| Statistik |                            |
| Matcher   | 12                         |
| Mål       | 28 (2,3 per match)         |
| Publik    | 394 133 (32 844 per match) |

|             | 13 november 2015 | Mexiko                           | 3 – 0           | El Salvador | Estadio Azteca                                                          |                                                                         |
| 20:00 UTC−6 | 20:00 UTC−6      | Guardado 7′ Herrera 42′ Vela 64′ | (2 – 0) Rapport |             | Mexico City Publik: 57 623 Domare: Walter López Castellanos (Guatemala) | Mexico City Publik: 57 623 Domare: Walter López Castellanos (Guatemala) |
| 20:00 UTC−6 | 20:00 UTC−6      |                                  |                 |             | Mexico City Publik: 57 623 Domare: Walter López Castellanos (Guatemala) | Mexico City Publik: 57 623 Domare: Walter López Castellanos (Guatemala) |
| 20:00 UTC−6 | 20:00 UTC−6      |                                  |                 |             | Mexico City Publik: 57 623 Domare: Walter López Castellanos (Guatemala) | Mexico City Publik: 57 623 Domare: Walter López Castellanos (Guatemala) |

|             | 13 november 2015 | Kanada    | 1 – 0           | Honduras | BC Place                                                 |                                                          |
| 19:08 UTC−8 | 19:08 UTC−8      | Larin 38′ | (1 – 0) Rapport |          | Vancouver Publik: 2 108 Domare: Kevin Morrison (Jamaica) | Vancouver Publik: 2 108 Domare: Kevin Morrison (Jamaica) |
| 19:08 UTC−8 | 19:08 UTC−8      |           |                 |          | Vancouver Publik: 2 108 Domare: Kevin Morrison (Jamaica) | Vancouver Publik: 2 108 Domare: Kevin Morrison (Jamaica) |
| 19:08 UTC−8 | 19:08 UTC−8      |           |                 |          | Vancouver Publik: 2 108 Domare: Kevin Morrison (Jamaica) | Vancouver Publik: 2 108 Domare: Kevin Morrison (Jamaica) |

|             | 17 november 2015 | Honduras | 0 – 2           | Mexiko              | Estadio Olímpico Metropolitano                            |                                                           |
| 15:00 UTC−6 | 15:00 UTC−6      |          | (0 – 0) Rapport | Corona 67′ Damm 73′ | San Pedro Sula Publik: 35 209 Domare: Jhon Pitti (Panama) | San Pedro Sula Publik: 35 209 Domare: Jhon Pitti (Panama) |
| 15:00 UTC−6 | 15:00 UTC−6      |          |                 |                     | San Pedro Sula Publik: 35 209 Domare: Jhon Pitti (Panama) | San Pedro Sula Publik: 35 209 Domare: Jhon Pitti (Panama) |
| 15:00 UTC−6 | 15:00 UTC−6      |          |                 |                     | San Pedro Sula Publik: 35 209 Domare: Jhon Pitti (Panama) | San Pedro Sula Publik: 35 209 Domare: Jhon Pitti (Panama) |

|             | 17 november 2015 | El Salvador | 0 – 0           | Kanada | Estadio Cuscatlán                                    |                                                      |
| 19:30 UTC−6 | 19:30 UTC−6      |             | (0 – 0) Rapport |        | San Salvador Publik: 6 816 Domare: Mark Geiger (USA) | San Salvador Publik: 6 816 Domare: Mark Geiger (USA) |
| 19:30 UTC−6 | 19:30 UTC−6      |             |                 |        | San Salvador Publik: 6 816 Domare: Mark Geiger (USA) | San Salvador Publik: 6 816 Domare: Mark Geiger (USA) |
| 19:30 UTC−6 | 19:30 UTC−6      |             |                 |        | San Salvador Publik: 6 816 Domare: Mark Geiger (USA) | San Salvador Publik: 6 816 Domare: Mark Geiger (USA) |

|             | 25 mars 2016 | El Salvador              | 2 – 2           | Honduras            | Estadio Cuscatlán                                              |                                                                |
| 19:06 UTC−6 | 19:06 UTC−6  | Punyed 45+2′ Bonilla 89′ | (1 – 1) Rapport | Elis 19′ Lozano 59′ | San Salvador Publik: 9 915 Domare: Javier Santos (Puerto Rico) | San Salvador Publik: 9 915 Domare: Javier Santos (Puerto Rico) |
| 19:06 UTC−6 | 19:06 UTC−6  |                          |                 |                     | San Salvador Publik: 9 915 Domare: Javier Santos (Puerto Rico) | San Salvador Publik: 9 915 Domare: Javier Santos (Puerto Rico) |
| 19:06 UTC−6 | 19:06 UTC−6  |                          |                 |                     | San Salvador Publik: 9 915 Domare: Javier Santos (Puerto Rico) | San Salvador Publik: 9 915 Domare: Javier Santos (Puerto Rico) |

|             | 25 mars 2016 | Kanada | 0 – 3           | Mexiko                              | BC Place                                                              |                                                                       |
| 19:08 UTC−7 | 19:08 UTC−7  |        | (0 – 2) Rapport | Hernández 31′ Lozano 40′ Corona 72′ | Vancouver Publik: 54 798 Domare: Kimbell Ward (Saint Kitts och Nevis) | Vancouver Publik: 54 798 Domare: Kimbell Ward (Saint Kitts och Nevis) |
| 19:08 UTC−7 | 19:08 UTC−7  |        |                 |                                     | Vancouver Publik: 54 798 Domare: Kimbell Ward (Saint Kitts och Nevis) | Vancouver Publik: 54 798 Domare: Kimbell Ward (Saint Kitts och Nevis) |
| 19:08 UTC−7 | 19:08 UTC−7  |        |                 |                                     | Vancouver Publik: 54 798 Domare: Kimbell Ward (Saint Kitts och Nevis) | Vancouver Publik: 54 798 Domare: Kimbell Ward (Saint Kitts och Nevis) |

|             | 29 mars 2016 | Honduras                | 2 – 0           | El Salvador | Estadio Olímpico Metropolitano                                     |                                                                    |
| 19:06 UTC−6 | 19:06 UTC−6  | García 53′ Quioto 90+4′ | (0 – 0) Rapport |             | San Pedro Sula Publik: 38 000 Domare: Ricardo Montero (Costa Rica) | San Pedro Sula Publik: 38 000 Domare: Ricardo Montero (Costa Rica) |
| 19:06 UTC−6 | 19:06 UTC−6  |                         |                 |             | San Pedro Sula Publik: 38 000 Domare: Ricardo Montero (Costa Rica) | San Pedro Sula Publik: 38 000 Domare: Ricardo Montero (Costa Rica) |
| 19:06 UTC−6 | 19:06 UTC−6  |                         |                 |             | San Pedro Sula Publik: 38 000 Domare: Ricardo Montero (Costa Rica) | San Pedro Sula Publik: 38 000 Domare: Ricardo Montero (Costa Rica) |

|             | 29 mars 2016 | Mexiko                           | 2 – 0           | Kanada | Estadio Azteca                                           |                                                          |
| 20:30 UTC−6 | 20:30 UTC−6  | Guardado 17′ (str.) Corona 45+3′ | (1 – 0) Rapport |        | Mexico City Publik: 64 430 Domare: Yadel Martínez (Kuba) | Mexico City Publik: 64 430 Domare: Yadel Martínez (Kuba) |
| 20:30 UTC−6 | 20:30 UTC−6  |                                  |                 |        | Mexico City Publik: 64 430 Domare: Yadel Martínez (Kuba) | Mexico City Publik: 64 430 Domare: Yadel Martínez (Kuba) |
| 20:30 UTC−6 | 20:30 UTC−6  |                                  |                 |        | Mexico City Publik: 64 430 Domare: Yadel Martínez (Kuba) | Mexico City Publik: 64 430 Domare: Yadel Martínez (Kuba) |

|             | 2 september 2016 | Honduras                  | 2 – 1           | Kanada    | Estadio Olímpico Metropolitano                              |                                                             |
| 15:06 UTC−6 | 15:06 UTC−6      | Martínez 45+2′ Quioto 50′ | (1 – 1) Rapport | James 35′ | San Pedro Sula Publik: 39 000 Domare: Yadel Martínez (Kuba) | San Pedro Sula Publik: 39 000 Domare: Yadel Martínez (Kuba) |
| 15:06 UTC−6 | 15:06 UTC−6      |                           |                 |           | San Pedro Sula Publik: 39 000 Domare: Yadel Martínez (Kuba) | San Pedro Sula Publik: 39 000 Domare: Yadel Martínez (Kuba) |
| 15:06 UTC−6 | 15:06 UTC−6      |                           |                 |           | San Pedro Sula Publik: 39 000 Domare: Yadel Martínez (Kuba) | San Pedro Sula Publik: 39 000 Domare: Yadel Martínez (Kuba) |

|             | 2 september 2016 | El Salvador      | 1 – 3           | Mexiko                                      | Estadio Cuscatlán                                            |                                                              |
| 20:06 UTC−6 | 20:06 UTC−6      | Larín 24′ (str.) | (1 – 0) Rapport | Moreno 52′ Sepúlveda 58′ Jiménez 73′ (str.) | San Salvador Publik: 24 500 Domare: Armando Villarreal (USA) | San Salvador Publik: 24 500 Domare: Armando Villarreal (USA) |
| 20:06 UTC−6 | 20:06 UTC−6      |                  |                 |                                             | San Salvador Publik: 24 500 Domare: Armando Villarreal (USA) | San Salvador Publik: 24 500 Domare: Armando Villarreal (USA) |
| 20:06 UTC−6 | 20:06 UTC−6      |                  |                 |                                             | San Salvador Publik: 24 500 Domare: Armando Villarreal (USA) | San Salvador Publik: 24 500 Domare: Armando Villarreal (USA) |

|             | 6 september 2016 | Mexiko | 0 – 0           | Honduras | Estadio Azteca                                       |                                                      |
| 21:00 UTC−5 | 21:00 UTC−5      |        | (0 – 0) Rapport |          | Mexico City Publik: 41 008 Domare: Mark Geiger (USA) | Mexico City Publik: 41 008 Domare: Mark Geiger (USA) |
| 21:00 UTC−5 | 21:00 UTC−5      |        |                 |          | Mexico City Publik: 41 008 Domare: Mark Geiger (USA) | Mexico City Publik: 41 008 Domare: Mark Geiger (USA) |
| 21:00 UTC−5 | 21:00 UTC−5      |        |                 |          | Mexico City Publik: 41 008 Domare: Mark Geiger (USA) | Mexico City Publik: 41 008 Domare: Mark Geiger (USA) |

|             | 6 september 2016 | Kanada                               | 3 – 1           | El Salvador | BC Place                                                   |                                                            |
| 19:00 UTC−7 | 19:00 UTC−7      | Larin 11′ Ledgerwood 53′ Edgar 90+2′ | (1 – 0) Rapport | Bonilla 78′ | Vancouver Publik: 20 726 Domare: Valdin Legister (Jamaica) | Vancouver Publik: 20 726 Domare: Valdin Legister (Jamaica) |
| 19:00 UTC−7 | 19:00 UTC−7      |                                      |                 |             | Vancouver Publik: 20 726 Domare: Valdin Legister (Jamaica) | Vancouver Publik: 20 726 Domare: Valdin Legister (Jamaica) |
| 19:00 UTC−7 | 19:00 UTC−7      |                                      |                 |             | Vancouver Publik: 20 726 Domare: Valdin Legister (Jamaica) | Vancouver Publik: 20 726 Domare: Valdin Legister (Jamaica) |

### Grupp B
| Nr | CONCACAF – 4.B ( ) | S | V | O | F | GM | IM | MS | P  |
| -- | ------------------ | - | - | - | - | -- | -- | -- | -- |
| 1  | Costa Rica         | 6 | 5 | 1 | 0 | 11 | 3  | +8 | 16 |
| 2  | Panama             | 6 | 3 | 1 | 2 | 7  | 5  | +2 | 10 |
| 3  | Haiti              | 6 | 1 | 1 | 4 | 2  | 4  | −2 | 4  |
| 4  | Jamaica            | 6 | 1 | 1 | 4 | 2  | 10 | −8 | 4  |

| CONCACAF – 4.B ( ) |     |     |     |     |
| Costa Rica         | —   | 1–0 | 3–0 | 3–1 |
| Haiti              | 0–1 | —   | 0–1 | 0–0 |
| Jamaica            | 1–1 | 0–2 | —   | 0–2 |
| Panama             | 1–2 | 1–0 | 2–0 | —   |

| Grupp B   |                            |
| Statistik |                            |
| Matcher   | 12                         |
| Mål       | 22 (1,8 per match)         |
| Publik    | 233 887 (19 491 per match) |

|             | 13 november 2015 | Costa Rica | 1 – 0           | Haiti | Estadio Nacional de Costa Rica                        |                                                       |
| 20:00 UTC−6 | 20:00 UTC−6      | Gamboa 28′ | (1 – 0) Rapport |       | San José Publik: 35 000 Domare: Yadel Martínez (Kuba) | San José Publik: 35 000 Domare: Yadel Martínez (Kuba) |
| 20:00 UTC−6 | 20:00 UTC−6      |            |                 |       | San José Publik: 35 000 Domare: Yadel Martínez (Kuba) | San José Publik: 35 000 Domare: Yadel Martínez (Kuba) |
| 20:00 UTC−6 | 20:00 UTC−6      |            |                 |       | San José Publik: 35 000 Domare: Yadel Martínez (Kuba) | San José Publik: 35 000 Domare: Yadel Martínez (Kuba) |

|             | 13 november 2015 | Jamaica | 0 – 2           | Panama                       | Independence Park                                              |                                                                |
| 21:00 UTC−5 | 21:00 UTC−5      |         | (0 – 1) Rapport | Cooper 42′ Morgan 52′ (sjm.) | Kingston Publik: 18 000 Domare: Roberto García Orozco (Mexiko) | Kingston Publik: 18 000 Domare: Roberto García Orozco (Mexiko) |
| 21:00 UTC−5 | 21:00 UTC−5      |         |                 |                              | Kingston Publik: 18 000 Domare: Roberto García Orozco (Mexiko) | Kingston Publik: 18 000 Domare: Roberto García Orozco (Mexiko) |
| 21:00 UTC−5 | 21:00 UTC−5      |         |                 |                              | Kingston Publik: 18 000 Domare: Roberto García Orozco (Mexiko) | Kingston Publik: 18 000 Domare: Roberto García Orozco (Mexiko) |

|             | 13 november 2015 | Haiti | 0 – 1           | Jamaica       | Stade Sylvio Cator                                                |                                                                   |
| 19:00 UTC−4 | 19:00 UTC−4      |       | (0 – 0) Rapport | Donaldson 63′ | Port-au-Prince Publik: 12 000 Domare: Javier Santos (Puerto Rico) | Port-au-Prince Publik: 12 000 Domare: Javier Santos (Puerto Rico) |
| 19:00 UTC−4 | 19:00 UTC−4      |       |                 |               | Port-au-Prince Publik: 12 000 Domare: Javier Santos (Puerto Rico) | Port-au-Prince Publik: 12 000 Domare: Javier Santos (Puerto Rico) |
| 19:00 UTC−4 | 19:00 UTC−4      |       |                 |               | Port-au-Prince Publik: 12 000 Domare: Javier Santos (Puerto Rico) | Port-au-Prince Publik: 12 000 Domare: Javier Santos (Puerto Rico) |

|             | 13 november 2015 | Panama     | 1 – 2           | Costa Rica         | Estadio Rommel Fernández                                      |                                                               |
| 20:30 UTC−5 | 20:30 UTC−5      | Tejada 71′ | (0 – 0) Rapport | Ruiz 65′ Urena 69′ | Panama City Publik: 26 607 Domare: Joel Aguilar (El Salvador) | Panama City Publik: 26 607 Domare: Joel Aguilar (El Salvador) |
| 20:30 UTC−5 | 20:30 UTC−5      |            |                 |                    | Panama City Publik: 26 607 Domare: Joel Aguilar (El Salvador) | Panama City Publik: 26 607 Domare: Joel Aguilar (El Salvador) |
| 20:30 UTC−5 | 20:30 UTC−5      |            |                 |                    | Panama City Publik: 26 607 Domare: Joel Aguilar (El Salvador) | Panama City Publik: 26 607 Domare: Joel Aguilar (El Salvador) |

|             | 25 mars 2016 | Jamaica    | 1 – 1           | Costa Rica | Independence Park                                  |                                                    |
| 19:00 UTC−5 | 19:00 UTC−5  | Watson 16′ | (1 – 0) Rapport | Acosta 67′ | Kingston Publik: 21 500 Domare: Jair Marrufo (USA) | Kingston Publik: 21 500 Domare: Jair Marrufo (USA) |
| 19:00 UTC−5 | 19:00 UTC−5  |            |                 |            | Kingston Publik: 21 500 Domare: Jair Marrufo (USA) | Kingston Publik: 21 500 Domare: Jair Marrufo (USA) |
| 19:00 UTC−5 | 19:00 UTC−5  |            |                 |            | Kingston Publik: 21 500 Domare: Jair Marrufo (USA) | Kingston Publik: 21 500 Domare: Jair Marrufo (USA) |

|             | 25 mars 2016 | Haiti | 0 – 0           | Panama | Stade Sylvio Cator                                            |                                                               |
| 19:00 UTC−5 | 19:00 UTC−5  |       | (0 – 0) Rapport |        | Port-au-Prince Publik: 12 000 Domare: Oscar Reyna (Guatemala) | Port-au-Prince Publik: 12 000 Domare: Oscar Reyna (Guatemala) |
| 19:00 UTC−5 | 19:00 UTC−5  |       |                 |        | Port-au-Prince Publik: 12 000 Domare: Oscar Reyna (Guatemala) | Port-au-Prince Publik: 12 000 Domare: Oscar Reyna (Guatemala) |
| 19:00 UTC−5 | 19:00 UTC−5  |       |                 |        | Port-au-Prince Publik: 12 000 Domare: Oscar Reyna (Guatemala) | Port-au-Prince Publik: 12 000 Domare: Oscar Reyna (Guatemala) |

|             | 29 mars 2016 | Panama    | 1 – 0           | Haiti | Estadio Rommel Fernández                                    |                                                             |
| 20:30 UTC−5 | 20:30 UTC−5  | Baloy 81′ | (0 – 0) Rapport |       | Panama City Publik: 13 082 Domare: Oscar Moncada (Honduras) | Panama City Publik: 13 082 Domare: Oscar Moncada (Honduras) |
| 20:30 UTC−5 | 20:30 UTC−5  |           |                 |       | Panama City Publik: 13 082 Domare: Oscar Moncada (Honduras) | Panama City Publik: 13 082 Domare: Oscar Moncada (Honduras) |
| 20:30 UTC−5 | 20:30 UTC−5  |           |                 |       | Panama City Publik: 13 082 Domare: Oscar Moncada (Honduras) | Panama City Publik: 13 082 Domare: Oscar Moncada (Honduras) |

|             | 29 mars 2016 | Costa Rica                     | 3 – 0           | Jamaica | Estadio Nacional de Costa Rica                        |                                                       |
| 20:00 UTC−6 | 20:00 UTC−6  | Borges 6′ Ruiz 37′ Venegas 77′ | (2 – 0) Rapport |         | San José Publik: 35 062 Domare: Drew Fischer (Kanada) | San José Publik: 35 062 Domare: Drew Fischer (Kanada) |
| 20:00 UTC−6 | 20:00 UTC−6  |                                |                 |         | San José Publik: 35 062 Domare: Drew Fischer (Kanada) | San José Publik: 35 062 Domare: Drew Fischer (Kanada) |
| 20:00 UTC−6 | 20:00 UTC−6  |                                |                 |         | San José Publik: 35 062 Domare: Drew Fischer (Kanada) | San José Publik: 35 062 Domare: Drew Fischer (Kanada) |

|             | 2 september 2016 | Haiti | 0 – 1           | Costa Rica   | Stade Sylvio Cator                                              |                                                                 |
| 19:00 UTC−5 | 19:00 UTC−5      |       | (0 – 0) Rapport | Azofeifa 71′ | Port-au-Prince Publik: 3 200 Domare: Marlon Mejía (El Salvador) | Port-au-Prince Publik: 3 200 Domare: Marlon Mejía (El Salvador) |
| 19:00 UTC−5 | 19:00 UTC−5      |       |                 |              | Port-au-Prince Publik: 3 200 Domare: Marlon Mejía (El Salvador) | Port-au-Prince Publik: 3 200 Domare: Marlon Mejía (El Salvador) |
| 19:00 UTC−5 | 19:00 UTC−5      |       |                 |              | Port-au-Prince Publik: 3 200 Domare: Marlon Mejía (El Salvador) | Port-au-Prince Publik: 3 200 Domare: Marlon Mejía (El Salvador) |

|             | 2 september 2016 | Panama                  | 2 – 0           | Jamaica | Estadio Rommel Fernández                                      |                                                               |
| 20:30 UTC−5 | 20:30 UTC−5      | Torres 28′ Arroyo 90+2′ | (1 – 0) Rapport |         | Panama City Publik: 19 717 Domare: Joel Aguilar (El Salvador) | Panama City Publik: 19 717 Domare: Joel Aguilar (El Salvador) |
| 20:30 UTC−5 | 20:30 UTC−5      |                         |                 |         | Panama City Publik: 19 717 Domare: Joel Aguilar (El Salvador) | Panama City Publik: 19 717 Domare: Joel Aguilar (El Salvador) |
| 20:30 UTC−5 | 20:30 UTC−5      |                         |                 |         | Panama City Publik: 19 717 Domare: Joel Aguilar (El Salvador) | Panama City Publik: 19 717 Domare: Joel Aguilar (El Salvador) |

|             | 6 september 2016 | Jamaica | 0 – 2           | Haiti                  | Independence Park                                       |                                                         |
| 20:30 UTC−5 | 20:30 UTC−5      |         | (0 – 0) Rapport | Lafrance 68′ Nazon 88′ | Kingston Publik: 3 500 Domare: Adrian Skeete (Barbados) | Kingston Publik: 3 500 Domare: Adrian Skeete (Barbados) |
| 20:30 UTC−5 | 20:30 UTC−5      |         |                 |                        | Kingston Publik: 3 500 Domare: Adrian Skeete (Barbados) | Kingston Publik: 3 500 Domare: Adrian Skeete (Barbados) |
| 20:30 UTC−5 | 20:30 UTC−5      |         |                 |                        | Kingston Publik: 3 500 Domare: Adrian Skeete (Barbados) | Kingston Publik: 3 500 Domare: Adrian Skeete (Barbados) |

|             | 6 september 2016 | Costa Rica                     | 3 – 1           | Panama            | Estadio Nacional de Costa Rica                                 |                                                                |
| 19:30 UTC−6 | 19:30 UTC−6      | Bolaños 19′, 79′ Matarrita 84′ | (1 – 0) Rapport | Tejada 90′ (str.) | San José Publik: 34 219 Domare: Roberto García Orozco (Mexiko) | San José Publik: 34 219 Domare: Roberto García Orozco (Mexiko) |
| 19:30 UTC−6 | 19:30 UTC−6      |                                |                 |                   | San José Publik: 34 219 Domare: Roberto García Orozco (Mexiko) | San José Publik: 34 219 Domare: Roberto García Orozco (Mexiko) |
| 19:30 UTC−6 | 19:30 UTC−6      |                                |                 |                   | San José Publik: 34 219 Domare: Roberto García Orozco (Mexiko) | San José Publik: 34 219 Domare: Roberto García Orozco (Mexiko) |

### Grupp C
| Nr | CONCACAF – 4.C ( )             | S | V | O | F | GM | IM | MS  | P  |
| -- | ------------------------------ | - | - | - | - | -- | -- | --- | -- |
| 1  | USA                            | 6 | 4 | 1 | 1 | 20 | 3  | +17 | 13 |
| 2  | Trinidad och Tobago            | 6 | 3 | 2 | 1 | 13 | 9  | +4  | 11 |
| 3  | Guatemala                      | 6 | 3 | 1 | 2 | 18 | 11 | +7  | 10 |
| 4  | Saint Vincent och Grenadinerna | 6 | 0 | 0 | 6 | 6  | 34 | −28 | 0  |

| CONCACAF – 4.C ( )             |     |     |     |     |
| Guatemala                      | —   | 9–3 | 1–2 | 2–0 |
| Saint Vincent och Grenadinerna | 0–4 | —   | 2–3 | 0–6 |
| Trinidad och Tobago            | 2–2 | 6–0 | —   | 0–0 |
| USA                            | 4–0 | 6–1 | 4–0 | —   |

| Grupp C   |                            |
| Statistik |                            |
| Matcher   | 12                         |
| Mål       | 57 (4,8 per match)         |
| Publik    | 186 169 (15 514 per match) |

|             | 13 november 2015 | USA                                                        | 6 – 1           | Saint Vincent och Grenadinerna | Busch Stadium                                                 |                                                               |
| 18:10 UTC−6 | 18:10 UTC−6      | Wood 11′ Nelo 29′ Altidore 32′, 74′ Cameron 51′ Zardes 58′ | (3 – 1) Rapport | Anderson 5′                    | Saint Louis Publik: 43 433 Domare: Jeffrey Solís (Costa Rica) | Saint Louis Publik: 43 433 Domare: Jeffrey Solís (Costa Rica) |
| 18:10 UTC−6 | 18:10 UTC−6      |                                                            |                 |                                | Saint Louis Publik: 43 433 Domare: Jeffrey Solís (Costa Rica) | Saint Louis Publik: 43 433 Domare: Jeffrey Solís (Costa Rica) |
| 18:10 UTC−6 | 18:10 UTC−6      |                                                            |                 |                                | Saint Louis Publik: 43 433 Domare: Jeffrey Solís (Costa Rica) | Saint Louis Publik: 43 433 Domare: Jeffrey Solís (Costa Rica) |

|             | 13 november 2015 | Guatemala   | 1 – 2           | Trinidad och Tobago     | Estadio Mateo Flores                                            |                                                                 |
| 19:06 UTC−6 | 19:06 UTC−6      | Mejia 90+1′ | (0 – 0) Rapport | Hyland 67′ K. Jones 81′ | Guatemala City Publik: 18 313 Domare: Mathieu Bourdeau (Kanada) | Guatemala City Publik: 18 313 Domare: Mathieu Bourdeau (Kanada) |
| 19:06 UTC−6 | 19:06 UTC−6      |             |                 |                         | Guatemala City Publik: 18 313 Domare: Mathieu Bourdeau (Kanada) | Guatemala City Publik: 18 313 Domare: Mathieu Bourdeau (Kanada) |
| 19:06 UTC−6 | 19:06 UTC−6      |             |                 |                         | Guatemala City Publik: 18 313 Domare: Mathieu Bourdeau (Kanada) | Guatemala City Publik: 18 313 Domare: Mathieu Bourdeau (Kanada) |

|             | 17 november 2015 | Saint Vincent och Grenadinerna | 0 – 4           | Guatemala                                         | Arnos Vale Stadium                                    |                                                       |
| 15:30 UTC−4 | 15:30 UTC−4      |                                | (0 – 2) Rapport | Cincotta 24′ M. López 32′ D. López 48′ Tinoco 81′ | Kingstown Publik: 3 500 Domare: Drew Fischer (Kanada) | Kingstown Publik: 3 500 Domare: Drew Fischer (Kanada) |
| 15:30 UTC−4 | 15:30 UTC−4      |                                |                 |                                                   | Kingstown Publik: 3 500 Domare: Drew Fischer (Kanada) | Kingstown Publik: 3 500 Domare: Drew Fischer (Kanada) |
| 15:30 UTC−4 | 15:30 UTC−4      |                                |                 |                                                   | Kingstown Publik: 3 500 Domare: Drew Fischer (Kanada) | Kingstown Publik: 3 500 Domare: Drew Fischer (Kanada) |

|             | 17 november 2015 | Trinidad och Tobago | 0 – 0           | USA | Hasely Crawford Stadium                                          |                                                                  |
| 19:36 UTC−4 | 19:36 UTC−4      |                     | (0 – 0) Rapport |     | Port of Spain Publik: 18 500 Domare: César Arturo Ramos (Mexiko) | Port of Spain Publik: 18 500 Domare: César Arturo Ramos (Mexiko) |
| 19:36 UTC−4 | 19:36 UTC−4      |                     |                 |     | Port of Spain Publik: 18 500 Domare: César Arturo Ramos (Mexiko) | Port of Spain Publik: 18 500 Domare: César Arturo Ramos (Mexiko) |
| 19:36 UTC−4 | 19:36 UTC−4      |                     |                 |     | Port of Spain Publik: 18 500 Domare: César Arturo Ramos (Mexiko) | Port of Spain Publik: 18 500 Domare: César Arturo Ramos (Mexiko) |

|             | 25 mars 2016 | Saint Vincent och Grenadinerna     | 2 – 3           | Trinidad och Tobago             | Arnos Vale Stadium                                   |                                                      |
| 15:30 UTC−4 | 15:30 UTC−4  | M. Samuel 45′ (str.) S. Samuel 77′ | (1 – 0) Rapport | J. Jones 57′ L. Garcia 71′, 82′ | Kingstown Publik: 3 000 Domare: José Kellys (Panama) | Kingstown Publik: 3 000 Domare: José Kellys (Panama) |
| 15:30 UTC−4 | 15:30 UTC−4  |                                    |                 |                                 | Kingstown Publik: 3 000 Domare: José Kellys (Panama) | Kingstown Publik: 3 000 Domare: José Kellys (Panama) |
| 15:30 UTC−4 | 15:30 UTC−4  |                                    |                 |                                 | Kingstown Publik: 3 000 Domare: José Kellys (Panama) | Kingstown Publik: 3 000 Domare: José Kellys (Panama) |

|             | 25 mars 2016 | Guatemala           | 2 – 0           | USA | Estadio Mateo Flores                                        |                                                             |
| 20:06 UTC−6 | 20:06 UTC−6  | Morales 7′ Ruiz 16′ | (2 – 0) Rapport |     | Guatemala City Publik: 18 313 Domare: Jafeth Perea (Panama) | Guatemala City Publik: 18 313 Domare: Jafeth Perea (Panama) |
| 20:06 UTC−6 | 20:06 UTC−6  |                     |                 |     | Guatemala City Publik: 18 313 Domare: Jafeth Perea (Panama) | Guatemala City Publik: 18 313 Domare: Jafeth Perea (Panama) |
| 20:06 UTC−6 | 20:06 UTC−6  |                     |                 |     | Guatemala City Publik: 18 313 Domare: Jafeth Perea (Panama) | Guatemala City Publik: 18 313 Domare: Jafeth Perea (Panama) |

|             | 29 mars 2016 | Trinidad och Tobago                                             | 6 – 0           | Saint Vincent och Grenadinerna | Hasely Crawford Stadium                                                      |                                                                              |
| 19:00 UTC−4 | 19:00 UTC−4  | Bateau 36′ J. Jones 49′ K. Jones 60′ Molino 67′ Caesar 86′, 89′ | (1 – 0) Rapport |                                | Port of Spain Publik: 13 193 Domare: Sandy Vásquez (Dominikanska republiken) | Port of Spain Publik: 13 193 Domare: Sandy Vásquez (Dominikanska republiken) |
| 19:00 UTC−4 | 19:00 UTC−4  |                                                                 |                 |                                | Port of Spain Publik: 13 193 Domare: Sandy Vásquez (Dominikanska republiken) | Port of Spain Publik: 13 193 Domare: Sandy Vásquez (Dominikanska republiken) |
| 19:00 UTC−4 | 19:00 UTC−4  |                                                                 |                 |                                | Port of Spain Publik: 13 193 Domare: Sandy Vásquez (Dominikanska republiken) | Port of Spain Publik: 13 193 Domare: Sandy Vásquez (Dominikanska republiken) |

|             | 29 mars 2016 | USA                                           | 4 – 0           | Guatemala | Mapfre Stadium                                            |                                                           |
| 19:25 UTC−4 | 19:25 UTC−4  | Dampsey 12′ Cameron 35′ Zusi 46′ Altidore 89′ | (2 – 0) Rapport |           | Columbus Publik: 20 654 Domare: Valdin Legister (Jamaica) | Columbus Publik: 20 654 Domare: Valdin Legister (Jamaica) |
| 19:25 UTC−4 | 19:25 UTC−4  |                                               |                 |           | Columbus Publik: 20 654 Domare: Valdin Legister (Jamaica) | Columbus Publik: 20 654 Domare: Valdin Legister (Jamaica) |
| 19:25 UTC−4 | 19:25 UTC−4  |                                               |                 |           | Columbus Publik: 20 654 Domare: Valdin Legister (Jamaica) | Columbus Publik: 20 654 Domare: Valdin Legister (Jamaica) |

|             | 2 september 2016 | Saint Vincent och Grenadinerna | 0 – 6           | USA                                                                     | Arnos Vale Stadium                                        |                                                           |
| 15:30 UTC−4 | 15:30 UTC−4      |                                | (0 – 3) Rapport | Wood 28′ Besler 32′ Altidore 43′ (str.) Pulisic 70′, 90+2′ Kljestan 78′ | Kingstown Publik: 6 200 Domare: Mathieu Bourdeau (Kanada) | Kingstown Publik: 6 200 Domare: Mathieu Bourdeau (Kanada) |
| 15:30 UTC−4 | 15:30 UTC−4      |                                |                 |                                                                         | Kingstown Publik: 6 200 Domare: Mathieu Bourdeau (Kanada) | Kingstown Publik: 6 200 Domare: Mathieu Bourdeau (Kanada) |
| 15:30 UTC−4 | 15:30 UTC−4      |                                |                 |                                                                         | Kingstown Publik: 6 200 Domare: Mathieu Bourdeau (Kanada) | Kingstown Publik: 6 200 Domare: Mathieu Bourdeau (Kanada) |

|             | 2 september 2016 | Trinidad och Tobago | 2 – 2           | Guatemala     | Hasely Crawford Stadium                                  |                                                          |
| 19:00 UTC−4 | 19:00 UTC−4      | J. Jones 45+1′, 63′ | (1 – 1) Rapport | Ruiz 37′, 86′ | Port of Spain Publik: 16 653 Domare: Jhon Pitti (Panama) | Port of Spain Publik: 16 653 Domare: Jhon Pitti (Panama) |
| 19:00 UTC−4 | 19:00 UTC−4      |                     |                 |               | Port of Spain Publik: 16 653 Domare: Jhon Pitti (Panama) | Port of Spain Publik: 16 653 Domare: Jhon Pitti (Panama) |
| 19:00 UTC−4 | 19:00 UTC−4      |                     |                 |               | Port of Spain Publik: 16 653 Domare: Jhon Pitti (Panama) | Port of Spain Publik: 16 653 Domare: Jhon Pitti (Panama) |

|             | 6 september 2016 | USA                                        | 4 – 0           | Trinidad och Tobago | EverBank Field                                                   |                                                                  |
| 20:15 UTC−4 | 20:15 UTC−4      | Kljestan 43′ Altidore 59′, 62′ Arriola 71′ | (1 – 0) Rapport |                     | Jacksonville Publik: 19 410 Domare: Ricardo Montero (Costa Rica) | Jacksonville Publik: 19 410 Domare: Ricardo Montero (Costa Rica) |
| 20:15 UTC−4 | 20:15 UTC−4      |                                            |                 |                     | Jacksonville Publik: 19 410 Domare: Ricardo Montero (Costa Rica) | Jacksonville Publik: 19 410 Domare: Ricardo Montero (Costa Rica) |
| 20:15 UTC−4 | 20:15 UTC−4      |                                            |                 |                     | Jacksonville Publik: 19 410 Domare: Ricardo Montero (Costa Rica) | Jacksonville Publik: 19 410 Domare: Ricardo Montero (Costa Rica) |

|             | 6 september 2016 | Guatemala                                                                   | 9 – 3   | Saint Vincent och Grenadinerna   | Estadio Mateo Flores                                                       |                                                                            |
| 18:15 UTC−6 | 18:15 UTC−6      | Tinoco 13′ Ruiz 20′, 27′, 37′, 58′, 60′ Arreola 56′ Morales 79′ Márquez 83′ | Rapport | Anderson 10′, 30′ McBurnette 89′ | Guatemala City Publik: 5 000 Domare: Kimbrell Ward (Saint Kitts och Nevis) | Guatemala City Publik: 5 000 Domare: Kimbrell Ward (Saint Kitts och Nevis) |
| 18:15 UTC−6 | 18:15 UTC−6      |                                                                             |         |                                  | Guatemala City Publik: 5 000 Domare: Kimbrell Ward (Saint Kitts och Nevis) | Guatemala City Publik: 5 000 Domare: Kimbrell Ward (Saint Kitts och Nevis) |
| 18:15 UTC−6 | 18:15 UTC−6      |                                                                             |         |                                  | Guatemala City Publik: 5 000 Domare: Kimbrell Ward (Saint Kitts och Nevis) | Guatemala City Publik: 5 000 Domare: Kimbrell Ward (Saint Kitts och Nevis) |